# Resolutie 360 Veiligheidsraad Verenigde Naties
Resolutie 360 van de Veiligheidsraad van de Verenigde Naties werd aangenomen op de 1794ste vergadering van de Raad, op 16 augustus 1974. Wit-Rusland, de Sovjet-Unie en Irak onthielden zich van stemming. China nam niet deel aan de stemming.

## Achtergrond
In 1964 hadden de VN de UNFICYP-vredesmacht op Cyprus gestationeerd na het geweld tussen de twee bevolkingsgroepen op het eiland. Deze was tien jaar later nog steeds aanwezig, toen er opnieuw geweld uitbrak nadat Griekenland een staatsgreep probeerde te plegen en Turkije het noorden van het eiland bezette.

## Inhoud
De Veiligheidsraad:
- Herinnert aan de resoluties 353, 354, 355, 357 en 358;
- Merkt op dat alle landen hebben verklaard, de soevereiniteit, onafhankelijkheid en territoriale integriteit te respecteren;
- Is ernstig bezorgd over de verslechterde situatie op Cyprus, veroorzaakt door het voortdurende militaire geweld, wat een ernstige bedreiging vormt voor de vrede en veiligheid in het Oost-Mediterraans gebied;

1. Legt zijn afkeuring van de unilaterale acties tegen Cyprus vast;
2. Roept betrokken partijen op om te handelen naar de resoluties van de VN-veiligheidsraad, waaronder de terugtrekking van al het buitenlands militair personeel uit Cyprus;
3. Roept alle partijen op om met spoed onderhandelingen te hervatten;
4. Verzoekt de secretaris-generaal om de raad op de hoogte te houden;
5. Besluit de kwestie permanent op de agenda te houden en bijeen te komen als dat nodig is.

## Verwante resoluties
- Resolutie 334 Veiligheidsraad Verenigde Naties
- Resolutie 343 Veiligheidsraad Verenigde Naties
- Resolutie 361 Veiligheidsraad Verenigde Naties
- Resolutie 364 Veiligheidsraad Verenigde Naties

Lijst ·  345 ·  346 ·  347 ·  348 ·  349 ·  350 ·  351 ·  352 ·  353 ·  354 ·  355 ·  356 ·  357 ·  358 ·  359 ·  360 ·  361 ·  362 ·  363 ·  364 ·  365 ·  366